# Jan Boyen
Pour les articles homonymes, voir Boyen.
Jan Boyen est un cycliste belge né le 20 avril 1970 à Tirlemont. Il a été professionnel dans l'équipe Jartazi pendant deux saisons en 2007 et 2008.

## Biographie
Jan Boyen est d'abord footballeur de haut niveau où il évolue au poste de gardien de but dans le club de Division 1 le K Saint-Trond VV. Mais à 19 ans alors qu'il est considéré comme un des espoirs de la discipline, le 5 juin 1989 il est victime d'un terrible accident : il percute la porte d'une voiture à haute vitesse. Il raconte ensuite dans une entrevue au journal flamand De Morgen : « J'ai perdu beaucoup de sang et, en revenant à moi, j'ai vu que l'extrémité de ma jambe se détachait littéralement. » Il est amputé sous le genou de sa jambe gauche. Là où certains se seraient résignés, lui décide de se lancer dans le moto-cross. Mais en 2005 un nouvel accident le décide à s'arrêter. Pour se rééduquer, il décide de pratiquer le cyclisme. Plusieurs résultats le font rapidement remarquer.
En 2007, il est engagé par l'équipe Jartazi-PromoFashion. S'il ne gagne aucune course, sa force de caractère impressionne tous les coureurs. Il est en effet très rare de voir des coureurs handisport se frotter aux meilleurs. Jan Boyen devient le premier cycliste de catégorie LC2 à devenir pro sur route et dans un sens plus large le premier cycliste pro handicapé.
Il est conservé en 2008 chez Mitsubishi où il côtoie Franck Vandenbroucke et Allan Davis. Assurant parfaitement sa tâche d'équipier, il participe aux Jeux paralympiques sur piste et sur route. Il se classe 7e du kilomètre catégorie LC2 et amène la première médaille belge en cyclisme avec une médaille de bronze en poursuite individuelle.
En 2009, il retourne en élite sans contrat, mais en ayant décidé de participer aux Jeux de Londres en 2012. Son cas a créé un précédent puisqu'une équipe espagnole souhaitait engager Javier Otxoa le double champion paralympique et vainqueur d'étape sur le tour de France 2000 dans son équipe. Jan Boyen lui a rencontré son idole Fabian Cancellara lors de la version de l'émission Vis ma vie flamande.

## Palmarès

### Sur piste
- Médaillé de bronze de la poursuite individuelle des Jeux paralympiques 2008
- 7e du kilomètre des Jeux paralympiques 2008

### Sur route
- Champion du Monde paralympique 2006
- Champion du Monde paralympique contre la montre 2007